# Botswana International 1995
Die Botswana International 1995 im Badminton fanden Mitte August 1995 statt. 

## Sieger und Platzierte
| Disziplin    | Gold                           | Silber                                | Bronze                       |
| ------------ | ------------------------------ | ------------------------------------- | ---------------------------- |
| Herreneinzel | Johan Kleingeld                | Mubanga Kaite                         | Nico Meerholz                |
| Herreneinzel | Johan Kleingeld                | Mubanga Kaite                         | Paul Woodroffe               |
| Dameneinzel  | Lina Fourie                    | Tracey Thompson                       | Julie Els                    |
| Dameneinzel  | Lina Fourie                    | Tracey Thompson                       | Micky Singhal                |
| Herrendoppel | Johan Kleingeld Paul Woodroffe | Mubanga Kaite Stanley Pitiri Mwangulu | Steve Rowley Ajit Verma      |
| Herrendoppel | Johan Kleingeld Paul Woodroffe | Mubanga Kaite Stanley Pitiri Mwangulu | Heino Jorgensen Ken Kabwebwe |
| Damendoppel  | Lina Fourie Tracey Thompson    | Julie Els Lolly Hensman               | Micky Singhal Niru Singhal   |
| Damendoppel  | Lina Fourie Tracey Thompson    | Julie Els Lolly Hensman               | Ivy Holly Ophinah Letsholo   |
| Mixed        | Johan Kleingeld Lina Fourie    | Nico Meerholz Tracey Thompson         | Ajit Verma Lolly Hensman     |
| Mixed        | Johan Kleingeld Lina Fourie    | Nico Meerholz Tracey Thompson         | Steve Rowley Julie Els       |

## Finalergebnisse
| Disziplin    | Sieger                         | Finalist                              | Ergebnis    |
| ------------ | ------------------------------ | ------------------------------------- | ----------- |
| Herreneinzel | Johan Kleingeld                | Mubanga Kaite                         | 15–11, 15–6 |
| Dameneinzel  | Lina Fourie                    | Tracey Thompson                       | 11–1, 11–5  |
| Herrendoppel | Johan Kleingeld Paul Woodroffe | Mubanga Kaite Stanley Pitiri Mwangulu | 15–2, 15–4  |
| Damendoppel  | Lina Fourie Tracey Thompson    | Julie Els Lolly Hensman               | 15–1, 15–0  |
| Mixed        | Johan Kleingeld Lina Fourie    | Nico Meerholz Tracey Thompson         | 15–3, 15–3  |